# Katedra św. Patryka i św. Kolmana w Newry
Katedra św. Patryka i św. Kolmana w Newry albo Katedra w Newry – jest rzymskokatolicką katedrą znajdującą się w Newry w Irlandii Północnej. Spełnia rolę siedziby biskupa Dromore i głównego kościoła rzymskokatolickiej Diecezji Dromore.

## Historia
Katedra w Dromore został założona w VI wieku przez Colmana z Dromore, i miała swoją własną niezależną jurysdykcję od tamtego czasu. Stara katedra w Dromore, która została zabrana przez protestantów, została spalona przez irlandzkich powstańców w 1641, i odbudowana przez Biskupa Taylora dwadzieścia lat później; kościół katolicki został założony później. Miejsce katedry, jakkolwiek, zostało przeniesione jakieś dwieście lata temu do Newry, największego miasta hrabstwa Down, i miejsca wielkiego zainteresowania historycznego, usytuowanego na końcu zatoki Carlingford Lough. Katedra w Newry została zaczęta w 1825 i skończona w 1829. Katedra została powiększona i upiększona przez biskupa Henry'ego O'Neilla, którego zastąpił biskup McGivern w 1901.